# 郑开片
鄭開片是中原官話核心區分支。屬於淮北河南話，東有兗菏片，西有洛嵩片，南方由西而東依序有南魯片、漯項片、商阜片分布，北為晉語邯新片區，東北接冀魯官話石濟片邢衡小片。
鄭開片分布於河南省鄭州市（市區、滎陽市、中牟縣、新密市、新鄭市）、開封市全境、鶴壁市（市區、縣）、濮陽市（市區、濮陽縣、南樂縣、清豐縣），新鄉轄下長垣、封丘、原陽三縣市，商丘轄下民權縣、睢縣二縣，安陽轄下滑縣、內黃縣二縣；河北省大名縣、魏縣縣城以東地帶。共24個縣市。以開封話與鄭州話為代表。
中古漢語中，知組、照組字在鄭開片讀翹舌音，精組字讀平舌音，此為該片發音特色。